# Szilárd Borbély
Szilárd József Borbély (Fehérgyarmat, 1 de noviembre de 1963 – Debrecen, 19 de febrero de 2014) fue un escritor y docente húngaro. La Poetry Foundation identifica a Borbély como "uno de los más importantes poetas que emergen de la Hungría postcomunista", que utilizó varios géneros de escritura y se ocupó predominantemente de temas como el dolor, la memoria y el trauma. Borbély sufrió una depresión post-traumática y se suicidó el 19 de febrero de 2014.

## Trabajos

### Poesía
- Adatok (1988)
- Berlin-Hamlet (2017) translated by Ottilie Mulzet

### Novelas
- The dispossessed (Hungarian: "Nincstelenek: Már elment a Mesijás?") (2013)